# Erich Frantz
Erich Frantz (* 19. Juli 1842 in Liegnitz; † 27. Dezember 1903 in Pasing) war ein deutscher katholischer Theologe.

## Leben
Er war zuerst Maler.  1871 wurde er zum Priester geweiht in Breslau. Er erwarb 1879 den Dr. theol. und wurde 1887 Honorarprofessor in Münster für christliche Archäologie und Kunstgeschichte. 1888 wechselte er in gleicher Eigenschaft nach Breslau. 1899 wurde er wegen Krankheit beurlaubt. Er wurde in Liegnitz begraben.

## Schriften (Auswahl)
- Fra Bartolommeo della Porta. Studie über die Renaissance. Regensburg 1879.
- Sixtus IV. und die Republik Florenz. Regensburg 1880.
- Das heilige Abendmahl des Leonardo da Vinci. München 1885.
- Die Kunst im neuen Jahrhundert. Hamm 1903.